# Hypixel
Hypixel Network是由Simon Collins-Laflamme和Philippe Touchette于2013年4月14日创建的《我的世界》小游戏服务器，由Hypixel Inc管理，服务器地址为mc.hypixel.net。截至2022年10月，该服务器共有2200万次独立登录次数。迄今为止，Hypixel赢得了四项吉尼斯世界纪录。Hypixel服务器并非原版的Minecraft玩法，但其是现时全球最大的Minecraft服务器。
Hypixel 在2016年至2019年，平均上线人数大约落在 2萬至5萬人。2019中旬起，平均上线人数大幅上升，在2021年初达到鼎盛，平均上线人数约在12萬人左右，并在2021年4月16日创下216,558人同时在线纪录。2021年中旬，平均上线人数下降，至2023年中旬，平均上线人数维持在6萬人左右，2024年中旬，平均上线人数维持在4萬人左右。

## 历史
2012年4月14日，Simon Collins-Laflamme和Philippe Touchette建立了Hypixel，后来Hypixel成为了广受欢迎的《我的世界：Java版》游戏服务器，每月玩家数达到约2万名。这个服务器中包含了许多小游戏。它的所有者是Hypixel公司。Simon和Philippe从此开始以创建《我的世界》自定义地图为生。
Hypixel的服务器经常遭到黑客的DDoS攻击。例如2016年9月，不具名人士用Mirai（DDoS攻击的恶意软件）攻击了Hypixel，其主要目的是让Hypixel的玩家转向其他《我的世界》服务器。2018年4月左右，Hypixel开始使用Cloudflare Spectrum的DDoS保护。
截至2016年12月21日，Hypixel玩家总数已达到1000万，截至2022年10月27日，Hypixel玩家总数已达到2200万。
2017年5月21日，网易我的世界中国版宣布代理Hypixel中国大陆服务器。
2019年1月12日，Hypixel 在服务器内开放了一款新的小游戏，为空岛生存（Skyblock），该游戏目前为Hypixel最热门的游戏之一，平均上线有约两万名玩家，最高峰时占服务器三分之一的玩家数量，该玩法为 Hypixel 团队主要更新内容，也是最受欢迎的长期游戏。
2020年4月13日，网易我的世界中国版宣布将于2020年6月30日关闭Hypixel中国版服务器。
2020年6月30日上午10:00，网易我的世界中国版正式关闭Hypixel中国版服务器。
2021年5月，Hypixel 宣布开启新玩法：私人服务器（官方名称为 Hypixel SMP），该玩法可让玩家创建自己的服务器，邀请玩家加入游玩，其最大同时上线玩家为 20 人，概念与 Minecraft Realms 相似。创建者可使用部分的 Minecraft 管理者指令来管控服务器。拥有 VIP+ 或以上 Rank 的玩家可创建 Hypixel SMP。
2021年6月17日，Hypixel出现间歇性无法连线服务器等状况，该事件影响了数日，一开始有部分玩家无法进入服务器，其状况在数小时内解决，进入服务器后玩家角色没有皮肤且玩家有闪退服务器的情形。并于6月18号进行全服停机维护。根据官方目前说法是INAP(云端服务器)遭受大规模的DDoS攻击，因为此事件，Mineplex也同样停机维护中。
2021年6月23日，Hypixel于6月23日00时00分解除维修模式，并于6月23日06时44分解除对未获得身份的玩家登入限制。维修期间，团队将服务器所有主机从INAP移转至Cloudflare中，网站及玩家API于同日的01时00分回复正常连线。为了补偿玩家无法上线的损失，Simon在服务器里承诺于6月24日开启长达一周Network Booster。
2021年6月24日，服务器在网站上的维修信息解除，游戏服务器的信息也同样恢复原样。
2022年5月3日，Hypixel因不明原因，导致游戏内外服务器遭到入侵，画面被切至加密货币诈骗。官方于13时00分在推特和Discord证实了这次入侵，并于23时38分在两个平台上宣布问题已经排除，没有一个账号被威胁。
2024年8月28日，Hypixel对起床战争进行了更新，在赛前阶段隐藏了所有玩家的昵称与皮肤，引起了起床战争玩家的不满，截止2024年9月13日，共有805人请求回退更新。
2024年9月10日，Hypixel決定無限期地暫停未來的Hypixel錦標賽。

## 玩法
Hypixel服务器里面有很多小游戏。
| 游戏名称        | 中文译名        | 所属类别   | 平均游玩人数 |
| --------------- | --------------- | ---------- | ------------ |
| Skyblock        | 空岛生存        | 长期游戏   | 20000        |
| The Hypixel Pit | Hypixel天坑乱斗 | 长期游戏   | 300          |
| Hypixel SMP     | Hypixel SMP     | 长期游戏   | 未知         |
| Murder Mystery  | 密室杀手        | 休闲类     | 500          |
| Arcade Games    | 街机游戏        | 休闲类     | 1000         |
| Build Battle    | 建筑大师        | 休闲类     | 500          |
| Prototype       | 游戏实验室      | 休闲类     | 100          |
| The TNT Games   | 掘战游戏        | 休闲类     | 500          |
| Classic Games   | 经典游戏        | 休闲类     | 100          |
| Bed Wars        | 起床战争        | 团队类     | 5000         |
| Mega Walls      | 超级战墙        | 团队类     | 200          |
| UHC             | 极限生存        | 极限生存类 | 200          |
| SkyWars         | 空岛战争        | 生存类     | 600          |
| Blitz SG        | 闪电饥饿游戏    | 生存类     | 50           |
| Duels           | 决斗游戏        | 竞技类     | 600          |
| Smash Heroes    | 星碎英雄        | 竞技类     | 50           |
| Warlords        | 战争领主        | 竞技类     | 25           |
| Cops and Crims  | 警匪大战        | 射击类     | 50           |
| Tournament Hall | 竞赛殿堂        | 竞技类     | 無限期暫停   |
| Housing         | 家园            | 家园       | 1500         |
| Wool Games      | 羊毛游戏        | 竞技类     | 300          |

起床战争（Bedwars）是Hypixel最热门的游戏之一，最早发布于2017年。在起床战争中，玩家和队友出生在在岛屿上，需要搭路通往不同岛屿（在梦幻模式中的无虚空模式中除外），收集铁锭、金锭、钻石和绿宝石以购买道具和升级。每个队伍都有一张床，如果床被摧毁，玩家将无法重生。在床周围放置方块以保护其不被破坏，将敌方队伍的床全部摧毁后并击杀所有敌方玩家以取得胜利。Hypixel目前有四个主要模式，包括单挑、双人、3v3v3v3及4v4v4v4模式。此外还有4v4和梦幻模式。
空岛战争（Skywars）是一款多人混战生存游戏，最早发布于2015年。玩家出生在自己的岛屿上，需要在宝箱中获得武器装备，并搭路前往其他岛屿争夺资源、击杀敌方玩家（包括将其击入虚空），最后一个存活的玩家或队伍获得胜利。Hypixel目前有迷你、单挑（分别分为普通和疯狂模式）、双人、超级模式、排位模式（已移除）、实验室模式五种空岛战争模式。
空岛生存（Skyblock）是一款长期的开放生存游戏，它没有获胜条件或具体目标，旨在让玩家以各种方式努力实现自己制定的目标。玩家出生在私人岛屿，可在不同岛屿上通过打怪、挖矿、耕种等获取资源和技能。空岛生存目前为Hypixel平均游玩人数最多的游戏。
密室杀手（Murder Mystery）是一款团队生存游戏，目前有经典、双倍、刺客和感染四种模式。经典和双倍模式中，玩家扮演杀手、侦探或平民，杀手要在不被杀死的情况下击杀所有人，侦探和平民则要发现并杀死杀手。
建筑大师（Build Battle）是一款建筑休闲类游戏，玩家需要先投票选出建筑主题，然后依主题在规定时间内进行建造，最后每个玩家分别对所有建筑进行打分，并评出名次。建筑大师目前有单人、团队、高手、建筑猜猜乐和Speed Builder五种模式。
掘战游戏（TNT Games）是一系列基于方块破坏和TNT的休闲游戏，它们节奏快且竞技性不强。基本玩法是破坏场地中的方块，令其他玩家掉落虚空来获胜，并在此基础上加入了PVP、射击、职业技能等多种要素，目前掘战游戏包括方块掘战、PVP方块掘战、掘一死箭、烫手TNT和法师掘战五种模式。
街机游戏（Arcade Games）包含僵尸末日、躲猫猫、心跳水立方、人体打印机、行尸走肉、农场躲猫猫、进击的苦力怕、派对游戏、我说你做、像素画家、像素派对、足球、迷你战墙、赏金猎人、末影掘战、星际战争、乱棍之战、龙之战共计18个小游戏，它们的节奏通常很快。其中僵尸末日、派对游戏和星跳水立方最受欢迎，而一些不受欢迎的游戏则会轮流出现在大厅中。
经典游戏（Classic Games）为Hypixel早期的玩法，为了保存而放置于此。包含：吸血鬼、未来射击、彩弹射击、竞技场乱斗、战墙、方块赛车。
羊毛游戏（Wool Games）于2024年8月15日推出（取代了先前游戏菜单羊毛战争的位置）同时迎来了羊毛战争的v1.0版本，放置于街机游戏大厅的捕捉羊毛大作战迁移至羊毛游戏大厅。（现在羊毛游戏大厅包含捕捉羊毛大作战、绵羊战争、羊毛战争）
绵羊战争（Sheep Wars）于2024年4月16日推出至游戏实验室通过扔出各种绵羊来击杀敌人，射击魔法羊毛可为队伍带来加成，地图上会出现加成拾取以获得各种效果也可以为敌方队伍施加负面效果，先赢得3个回合的队伍获胜。v1.0版本推出了职业与新地图，职业包含建筑师（Builder）、入侵者（Raider），弓箭手（Bowman）、爆破手（Munitions）、坦克（Tank）、重装兵（Heavy）

## 经营方式
Hypixel 通过出售 Rank（游戏身份特权，包括VIP、VIP+、MVP、MVP+和MVP++）、SkyBlock Gems（空岛生存硬币）、Gold（游戏内金币）、Network Booster（全服硬币倍增器）、Companions（特殊宠物，如熊猫，树懒等）、Loot Chest（包含空岛战争，决斗游戏，起床战争，密室杀手的独特装饰品）Gift（送给朋友的礼物）来获取报酬并维持运营。 （页面存档备份，存于）

## 随机装饰品的移除
Hypixel于2023年10月4日开始了万圣节活动，在更新日志写道：一个时代的结束：随机装饰品移除。Hypixel认为随机装饰品是不利于玩家的东西。
第一阶段：季节性Mystery Box、Mystery Box礼包不再从商店中出售，季节性Mystery Box中掉落的物品全部迁移至活动商店可使用活动银币购买。
第二阶段：Mystery Box不再掉落，作为替代，玩家将直接获得神秘之尘。Mystery Box从商店中移除。玩家未打开的Mystery Box、经验包、礼物将会自动打开并将奖励发放给玩家。Mystery Box的赠送奖励和进度与Rank赠送系统合并，玩家仍可领取这些奖励。
第三阶段：起床战争Loot Chest、空岛战争Loot Chest、密室杀手Loot Chest、决斗游戏Loot Chest移除。作为替代，玩家可以使用游戏内货币（如代币和硬币）购买这些装饰品，季节性装饰品与非季节性装饰品可在活动商店和游戏商店中购买。

## Hytale
2018年12月9日，由Hypixel工作室宣布即将发行独立游戏《Hytale》。Hypixel工作室是Hypixel的建立者创办的新公司。《Hytale》的开发还得到了Riot Games和其他开发者的支持，如Dennis Fong、Rob Pardo和Peter Levine。《Hytale》的开发工作始于2015年。
2018年12月13日，《Hytale》预告片正式发布，一个月内浏览量突破了3000万。
2020年4月16日，Riot Games宣布正式收购Hypixel工作室
2025年6月23日，Hypixel工作室宣布結束開發《Hytale》。

## 奖项
| 年份 | 奖项           | 被提名者        | 类别                                     | 结果 | 参考                        |
| ---- | -------------- | --------------- | ---------------------------------------- | ---- | --------------------------- |
| 2017 | 吉尼斯世界纪录 | Hypixel Network | 最受欢迎视频游戏独立服务器               | 獲獎 | [ 12 ] [ 26 ]               |
| 2017 | 吉尼斯世界纪录 | Hypixel Network | 最多我的世界服务器独立登录数：11,982,298 | 獲獎 | [ 8 ]                       |
| 2017 | 吉尼斯世界纪录 | Hypixel Network | 最受欢迎我的世界网络服务器               | 獲獎 | [ 8 ]                       |
| 2017 | 吉尼斯世界纪录 | Hypixel Network | 最多我的世界服务器游戏：43               | 獲獎 | [ 32 ] [ 需要非第一手來源 ] |